# Ronaldo Aparecido Rodrigues
Ronaldo Aparecido Rodrigues známý zkráceně jako Naldo (* 10. září 1982, Londrina, Brazílie) je bývalý brazilský fotbalový obránce a reprezentant. Profesionální fotbalovou kariéru ukončil roku 2020 v monackém klubu AS Monaco. Hrál na postu stopera (středního obránce).

## Reprezentační kariéra
V A-mužstvu Brazílie debutoval v roce 2007.

## Úspěchy

### Individuální
- Tým sezóny Bundesligy podle kickeru – 2017/18[3]